# Али-паша на Херцеговини
Али-паша на Херцеговини је севдалинка.
Ова песма је инспирисала Миљенка Јерговића да напише причу АСАГ у књизи Insallah Madona Insallah.